# Cova del Dimoni
Cova del Dimoni este o arie protejată (arie specială de conservare — SAC, sit de importanță comunitară — SCI) din Spania întinsă pe o suprafață de 0,99 ha, integral pe uscat.

## Localizare
Centrul sitului Cova del Dimoni este situat la coordonatele 39°32′39″N 3°20′54″E / 39.5443°N 3.3483°E.

## Înființare
Situl Cova del Dimoni a fost declarat sit de importanță comunitară în iulie 2000 pentru a proteja un număr necunoscut de specii din flora spontană și fauna sălbatică aflate în arealul zonei. Situl a fost protejat și ca arie specială de conservare în martie 2015.

## Biodiversitate
Situată în ecoregiunea mediteraneană, aria protejată conține 1 habitat natural: Peșteri inaccesibile publicului.
La baza desemnării sitului se află un număr nedeclarat de specii protejate.